# Agnes Börjesson

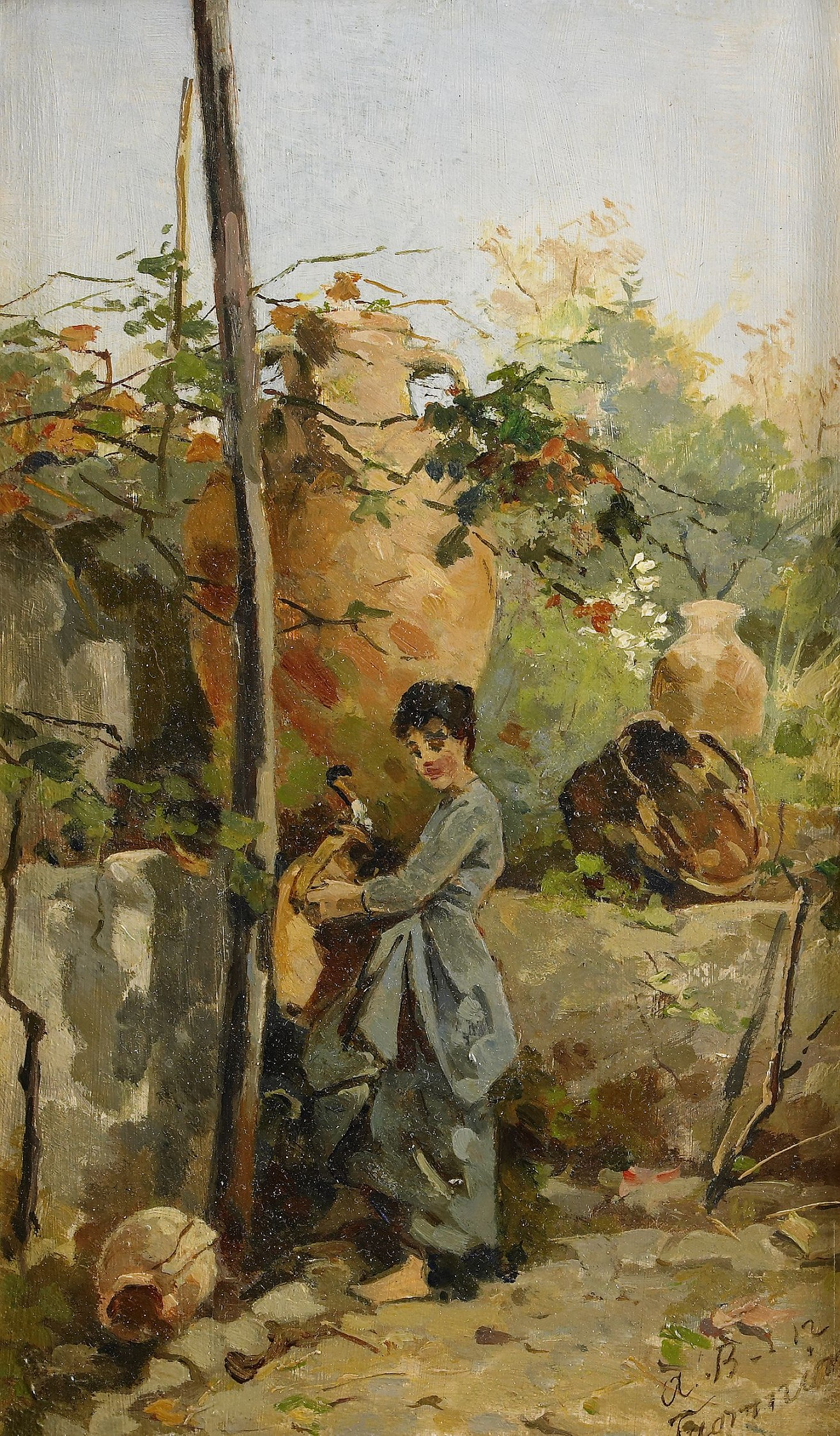
Agnes Börjesson, Donna italiana al pozzo - Taormina, olio, 24x14

Agnes Fredrika Börjesson (Uppsala, 1º  maggio 1827 – Alassio, 26 gennaio 1900) è stata una pittrice svedese.

## Biografia
Agnes Börjesson era figlia del pastore protestante e drammaturgo svedese Johan Börjesson  e di Fredrika Gustava Fock. Si trova citata nei repertori anche come Agnes of Börjesson, Agneta of Börjesson, Agneta Fredrika of Börjesson, Augusta-Fredrika Börjesson.
Nel 1849 s'iscrisse a Stoccolma alla Reale Accademia delle Belle Arti. A Copenaghen, dal 1852 al 1853, seguì i corsi di Constantin Hansen, che dal 1834 al 1843 aveva soggiornato in Italia e a Roma aveva realizzato affreschi a villa Albani.
A Stoccolma, a partire dal 1854 fino al 1856, divenne allieva del pittore Johan Christoffer Boklund, che era uno specialista per i ritratti e per le grandi ricostruzioni storiche. Infine, per un periodo, dal 1857, lavorò insieme a Benjamin Vautier, che era un esponente della Scuola di pittura di Düsseldorf. Soggetti da lei preferiti erano le scene di genere e quelle di argomento storico. Nel 1865 fece un lungo soggiorno a Parigi e nello stesso anno arrivò in Italia.

Agnes Börjesson, Canale veneziano, olio su pannello, 28x40, Museo nazionale di Stoccolma

A Roma, nel 1870, era in compagnia della sua amica pittrice svedese Sofie Ribbing. Agnes Börjesson decise di fissare la sua residenza in Italia, pur continuando ad inviare in Svezia i suoi dipinti, per partecipare alle esposizioni organizzate dalla Reale Accademia delle Belle Arti, di cui dal 1872 divenne membro effettivo.
Rimase incantata dalla luminosità dei paesaggi italiani, soprattutto delle marine. In Italia nascevano e si mescolavano muove correnti pittoriche che promuovevano la riscoperta del paesaggio naturale. I pittori lasciavano il cavalletto degli studi e si spingevano all'aria aperta, per scoprire il gusto di dipingere dal vivo scene naturali. Agnes Börjesson si distaccò da ogni residuo di accademismo e si lasciò liberamente influenzare dal variegato mondo artistico italiano. Scelse una tavolozza di tinte delicate e le usava con un pennello grosso e morbido che lasciava sulla tela larghi strati di colore. Fu tentata dalla sperimentazione del divisionismo.
Visitò Venezia e le spiagge della Sicilia, scelse la Liguria, dove trascorse gli ultimi anni. pur mantenendo sempre vivi  i contatti con il suo Paese di origine.